# Massimo Ranieri
Giovanni Calone, más conocido como Massimo Ranieri (Nápoles, 3 de mayo de 1951), es un cantante y actor italiano.

## Biografía
Miembro de una familia numerosa muy pobre del Borgo Santa Lucia, llevó a cabo varias profesiones, hasta que decidió emigrar a los Estados Unidos, donde comenzó una lenta carrera musical bajo el nombre artístico de Gianni Rock. 
Tras haber sido descubierto por un productor italiano, regresa a su país de origen, donde en 1966 tiene su gran oportunidad al poder interpretar en el programa Scala Reale el tema "L'Amore È Una Cosa Meravigliosa" ("El amor es algo maravilloso"). Esto supone el comienzo de su carrera discográfica y como actor en Italia, participando en varias ediciones del Festival de la Canción de San Remo, así como en distintas películas.
En 1969, gana en el programa Canzonissima de la RAI, con la canción "Rose Rosse" ("Rosas rojas").
En 1971 es seleccionado por la televisión de su país para participar en el Festival de la Canción de Eurovisión 1971 con el tema "L'Amore È Un Attimo" ("El amor es un instante", titulado en castellano como "Perdón cariño mío" interpretado en México por Estela Núñez), obteniendo la quinta posición. Dos años más tarde, volverá a participar en dicho festival, consiguiendo una posición de menor jerarquía, con el tema "Chi Sarà?" ("¿Quién será?"). Consiguió un gran éxito musical no sólo en su país, sino también en otros países europeos como fue el caso de España. Su faceta como cantante la compaginó con su aparición en diferentes películas para cine y televisión.
En 1988 se hizo con la victoria en el Festival de la Canción de San Remo con el tema "Perdere L'Amore" ("Perder el amor"). En el 16 de octubre de 2002, Massimo Ranieri fue nombrado Embajador de Buena Voluntad de la Organización de las Naciones Unidas para la Agricultura y la Alimentación (FAO).
El 3 de mayo de 2005 publicó el trabajo discográfico llamado Accusi' Grande. En 2007 publicó su último trabajo discográfico, Canto perchè non so nuotare... da 40 anni (Canto ya que no sé nadar... desde 40 años),

## Vida personal
Ranieri mantuvo una larga relación con la cantante Franca Sebastiani, que mantuvieron en secreto durante gran parte de los años setenta y que duró hasta el fallecimiento de Franca en 2015 a causa de un cáncer. Tuvieron una hija, Cristiana, nacida el 6 de julio de 1970.

## Filmografía
- 2005 - Le courage d'aimer
- 2004 - "Le Genre humain - Primera Parte: Les parisiens"
- 2001 - Io ti salverò (TV) y Storia di guerra e d'amicizia
- 2002 - Fondali Notturni
- 1999 - Ama il tuo nemico (TV) y Un bacio nel buio (TV)
- 1998 - Angelo nero (TV)
- 1997 - Volare!
- 1996 - La casa dove abitava Corinne
- 1995 - Il prezzo del denaro
- 1998 - Il ricatto (serie de televisión), 6 episodios
- 1987 - Lo Scialo (TV) y L'ombra nera del Vesuvio (TV)
- 1983 - Legati da tenera amicizia
- 1982 - La vela incantata
- 1981 - Casta e pura, Il carabiniere, Habibi, amor mío y Priest of Love
- 1979 - La patata bollente
- 1976 - Con la rabbia agli occhi y L'ultima volta
- 1975 - Una città in fondo alla strada (miniserie)
- 1974 - Salvo D'Acquisto (TV) y La cugina
- 1972 - Imputazione di omicidio per uno studente
- 1971 - The Light at the Edge of the World, Bubù e Incontro
- 1970 - Metello, La Sciantosa (TV) y Cerca di capirmi